# Nemesdéd
Nemesdéd község Somogy vármegyében, a Marcali járásban.

## Fekvése
Nagykanizsától délkeletre, Nemesvid, Varászló és Vése közt fekvő település. Központján észak-déli irányban a Vése-Nemesvid közti 6816-os út halad keresztül, amelyből itt ágazik ki Varászló, Pat és Miháld felé a 6817-es út.

## Története
Nemesdéd nevét az 1332-1337 évi pápai tizedjegyzék említette először.
1405-ben Deed, 1415-ben Dyd, 1453-1476 között Felseded neveken írták.
1406-ban és 1418-ban Berzenczei Lorántfi György nyerte adományul. 
A 15. században a nagyszakácsi pálosok birtoka volt. 
1487-ben Tolnai Bornemisza János alkincstartó volt Déd birtokosa. 
1495-ben Feldéd alakban említették az oklevelek, ekkor a Patrohi család lakott itt. 
1554-ben a török kincstári adólajstromban csak 1 házzal, 1571-ben pedig már 16 házzal volt felvéve, az 1715 évi összeírásban nemesektől lakott faluként szerepelt. 
1719-ben 9 család telepedett le itt és új szabadalomlevelet nyert III. Károly királytól. 
A 18. század közepén a Stephaich család volt itt birtokos, és a községbeli régi kúriát is Stephaics Ferenc tábornok építtette, még Mária Terézia királynő korában.
1846. október 15-én Nemesdéd vásárszabadalmat nyert V. Ferdinánd királytól. 
1818-ban, majd 1826-ban is teljesen leégett a település. 
A 20. század elején Somogy vármegye Marcali járásához tartozott.
1910-ben 1505 lakosából 1490 magyar volt. Ebből 891 római katolikus, 520 református, 55 izraelita volt.

## Közélete

### Polgármesterei
- 1990–1994: Dr. György Ferenc (független)[3]
- 1994–1998: Radanics László (független)[4]
- 1998–2002: Radanics László (független)[5]
- 2002–2006: Halászi Attiláné (független)[6]
- 2006–2010: Halászi Attiláné (független)[7]
- 2010–2014: Tompa Boldizsár Endre (független)[8]
- 2014–2019: Tompa Boldizsár Endre (független)[9]
- 2019–2024: Tompa Boldizsár Endre (független)[10]
- 2024– : Kovács Gyula (független)[1]

A 2024. június 9-i önkormányzati választás után a Somogy Vármegyei Területi Választási Bizottság megsemmisítette a helyi választási eredményt és megismételtette a polgármester-választást; az ismételt szavazást július 7-re tűzték ki. Az indoklás szerint Kovács Gyula polgármesterjelölt társa élelmiszer-ajándékcsomagokat osztott szavazatokért cserébe, ráadásul Kovácsnak a szavazóhelytől 108 méterre lévő vegyesboltja előtt végig folyt a kampányolás, márpedig 150 méteren belül ilyesmi nem történhetett volna. (A választást három jelölt közül, 50,80 %-os eredménnyel Kovács nyerte meg.)

## Népesség
A település népességének változása:
| Lakosok száma | 739  | 738  | 741  | 720  | 788  | 819  | 818  |
|               | 2013 | 2014 | 2015 | 2021 | 2022 | 2023 | 2024 |

A 2011-es népszámlálás során a lakosok 67,8%-a magyarnak, 23,5% cigánynak, 1,2% németnek, 0,3% ukránnak mondta magát (30,4% nem nyilatkozott; a kettős identitások miatt a végösszeg nagyobb lehet 100%-nál). A vallási megoszlás a következő volt: római katolikus 56,4%, református 6,4%, evangélikus 0,1%, felekezet nélküli 2,3% (33,6% nem nyilatkozott).
2022-ben a lakosság 89,1%-a vallotta magát magyarnak, 11% cigánynak, 3% németnek, 0,1% románnak, 0,1% ukránnak, 0,6% egyéb, nem hazai nemzetiségűnek (8,8% nem nyilatkozott; a kettős identitások miatt a végösszeg nagyobb lehet 100%-nál). Vallásuk szerint 70,3% volt római katolikus, 3% református, 0,5% görög katolikus, 0,1% evangélikus, 0,8% egyéb keresztény, 0,6% egyéb katolikus, 7,2% felekezeten kívüli (17,4% nem válaszolt).

## Nevezetességek
- Római katolikus temploma
- Református temploma - 1826-ban épült.
- Turul-szobor[14]

## Híres emberek
A város szülöttei
- 1934. április 14. – Nyers László Európa-bajnoki bronzérmes birkózó

A város lakosai
- 1962-től itt élt és nevelkedett Vass Márta Európa-bajnok ultramaratoni futó